# Edward Jenner

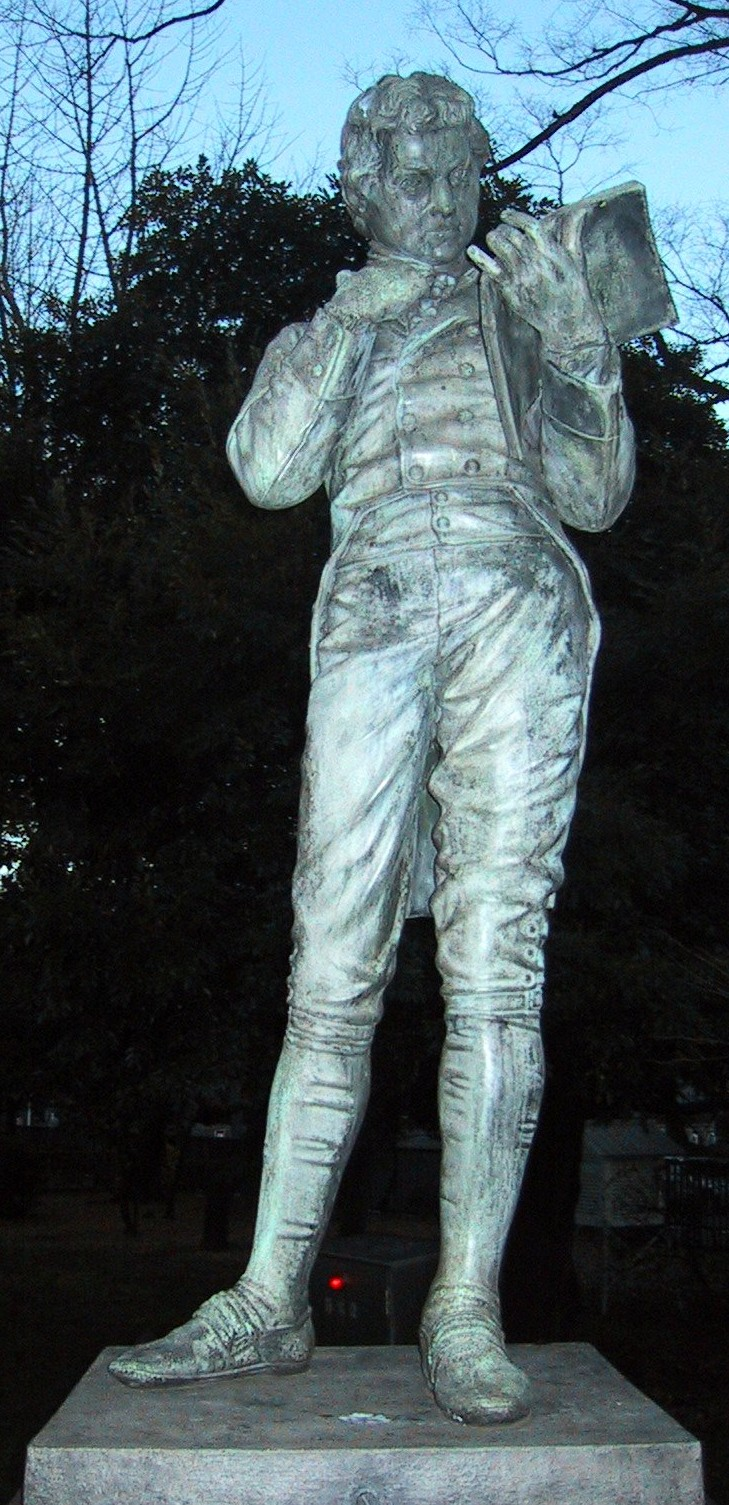
Staty i Tokyo
av Takamura Kôun, 1896.

Edward Jenner, född 17 maj 1749 i Berkeley, Gloucestershire, död 26 januari 1823 på samma plats, var en brittisk läkare och pionjär inom vaccinering.

## Biografi
Jenner var son till en handelsman i England, London. Han blev efter avslutad utbildning praktiserande läkare i sin födelseort. Under sina studieår hade Jenner 1786 hört en bondkvinna yttra, att hon ej kunde få smittkoppor, då hon redan haft kokoppor. Detta påstående gjorde ett djupt intryck på Edward, som sedan under hela sitt liv gjorde kokoppor och smittkoppor till föremål för studier. Han samlade erfarenheter och observationer över kokoppors förmåga att skydda mot smittkoppor. Hos flera personer som för en längre tid sedan haft kokoppor ympade han smittkoppor, utan att dessa drabbades av sjukdomen vilket han tolkade som att personerna verkligen blivit oemottagliga för smittkopporna.
1796 bröt kokoppor ut på en gård i Berkeley. Den 14 maj 1796 testade Edward att ympa en 8-årig pojke, drängens son vid namn Phipps, med sekret från kokoppor, som utvecklat sig på en ung mjölkerska Sarah Nelmes hand. En typisk kokoppa utvecklade sig på gossens arm. Efter 6 veckor senare gjorde Jenner en inokulation (variolisation) med smittkoppor. Denna inokulation ledde inte till någon reaktion då pojken var immun mot smittkoppor. Jenner hade därmed för första gången utfört en vaccinering med human lymfa och visat, att den skyddade mot smittkoppor. Efter att ha samlat ytterligare erfarenheter utgav Jenners 1798 sin märkliga skrift An inquiry into the causes and effects of the variolæ vaccinæ, a disease... known by the name of the cowpox. Han publicerade 1799 och 1800 ytterligare två skrifter härom. Till en början möttes Jenner med kritik och misstro, men snart spred sig Jenners vaccinationsförfarande över hela världen och hedersbetygelser började från alla håll strömma mot honom. Brittiska parlamentet tillerkände honom 1804 en nationalbelöning om 10.000 pund sterling och 1807 en ny belöning på 20.000 pund sterling.
Jenner skapade ordet "vaccination" från latinets ord för kokoppor, vaccinia.
Jenner invaldes 1806 som utländsk ledamot nummer 187 av Kungliga Vetenskapsakademien.